# Kolacjonowanie
Kolacjonowanie (z łac. collatio, zbieranie) – w pracach edytorskich w ramach krytyki tekstu proces porównywania postaci tekstu danego dzieła w różnych zachowanych jego przekazach (najczęściej rękopiśmiennych). Obejmuje to m.in. sporządzenie dokładnego opisu poszczególnych manuskryptów, ich przebadanie pod względem kodykologicznym, paleograficznym oraz pod względem stanu przekazywanego przez nich tekstu. Podstawą porównania jest rozpoznanie pojawiających się nieuchronnie w kolejnych kopiach błędów. Najistotniejsze są tu tzw. błędy znaczące - wszystkie te błędy, których nie mogli popełnić niezależnie od siebie dwaj różni kopiści (np. pominięcie linijki w wierszu lub zdania/akapitu w prozie, przestawienie kolejności linijek), najczęściej dają one początek nowej gałęzi w stemmacie. Ze względu na proces kolacjonowania wydziela się dwa podstawowe typy błędów:
- błędy łączące – to błędy wspólne, pojawiające się w więcej niż jednym rękopisie, pozwalające zgrupować rękopisy pokrewne (pochodzące od jednego źródła lub zależne od siebie w linii prostej),
- błędy dzielące (rozdzielające) – to te błędy, które pozwalają wykluczyć pokrewieństwo między dwoma rękopisami.

Istotne jest także rozpoznanie błędów swoistych (indywidualnych) – błędów charakterystycznych dla danego przekazu tekstu (najczęściej wynikających z przyzwyczajeń danego kopisty).
Informacje te stanowią podstawę do ustalenia wzajemnej zależności wszystkich rękopisów (tj. które z nich są kopiami których), podział na familie oraz odsianie jednego lub większej liczby rękopisów, od których pochodzą wszystkie pozostałe. Ponadto stawia się hipotezę na temat czasu (i ewentualnie miejsca) powstania oraz cech paleograficznych archetypu.
Efektem kolacjonowania jest stemma codicum.